# Promastodonsaurus
Promastodonsaurus (букв. — «до мастодонзавра») — вимерлий рід темноспондилів. Жили на території сучасної Аргентини близько 231 млн років тому. Прісноводний хижак доволі невеликого для мастодонзаврида розміру (0,9 м).

## Палеоекологія
Походить із біозони Exaeretodon формації Ischigualasto. Станом на 2012 це був єдиний новий рід тетрапода описаний із цієї біозони відсутній у давнішій біозоні Scaphonyx—Exaeretodon—Herrerasaurus. Екосистема промастодонзавра характеризувалась чисельністю цинодонтів Exaeretodon. Ці останні були, фактично, єдиними тетраподами цієї біозони (біднішої на скам’янілості за попередню) чиї рештки знаходять доволі часто. Промастодонзавр, подібно до багатьох представників тамтешньої фауни, зустрічається порівняно рідко.